# Fritzi Metznerová
Fritzi Metznerová (16. prosince 1910 – 16. ledna 1997) byla československá krasobruslařka.
V roce 1934 a 1935 vyhrála mistrovství České republiky. Na Mistrovství Evropy v krasobruslení v roce 1934 skončila na 10 místě a na Zimních olympijských hrách 1936 skončila na 20 místě.